# Гранди-Терезина

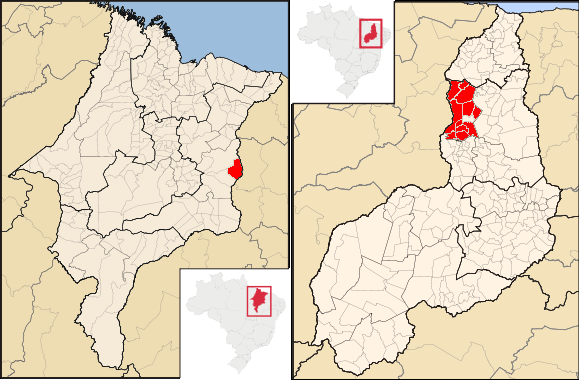
Агломерация Гранди-Терезина на картах штатов Мараньян (запад) и Пиауи (восток).

Гранди-Терезина или Регион комплексного развития Гранди-Терезина (порт. Região Integrada de Desenvolvimento da Grande Teresina) — крупная городская агломерация в Бразилии. 
Включает город Терезина с прилегающими муниципалитетами штата Пиауи и город Тимон соседнего штата Мараньян. 
Население составляет 1 092 721 человек на 2007 год и 1 189 260 человек на 2014 год (в том числе в границах 2010 года — 1 189 260 человек). Занимает площадь 10527,1 км². Плотность населения — 112,97 чел./км².

## Статистика
- Валовой внутренний продукт на 2005 составляет 6.085.541.186 реалов (данные: Бразильский институт географии и статистики).
- Валовой внутренний продукт на душу населения на 2005 составляет 5.520,33  реалов (данные: Бразильский институт географии и статистики).

## Состав агломерации
В агломерацию входят следующие муниципалитеты:
1. Терезина (штат Пиауи)
2. Алтус (штат Пиауи)
3. Бенедитинус (штат Пиауи)
4. Койварас (штат Пиауи)
5. Курралиньюс (штат Пиауи)
6. Демервал-Лобан (штат Пиауи)
7. Жозе-ди-Фрейтас (штат Пиауи)
8. Лагоа-Алегри (штат Пиауи)
9. Лагоа-ду-Пиауи (штат Пиауи)
10. Мигел-Леан (штат Пиауи)
11. Монсеньор-Жил (штат Пиауи)
12. Пау-д’Арку-ду-Пиауи (штат Пиауи)
13. Униан (штат Пиауи)
14. Тимон (штат  Мараньян)